# Oost-Kaukasische toer
De Oost-Kaukasische toer of Dagestantoer (Capra cylindricornis) is een zoogdier uit de familie der holhoornigen (Bovidae). De wetenschappelijke naam van de soort werd voor het eerst geldig gepubliceerd door Blyth in 1841.

## Biotoop
De Oost-Kaukasische toer komt op een hoogte tussen de 800 en 4.000 meter voor.

## Verspreiding
De soort is endemisch in het oostelijke gedeelte van de Kaukasus en komt daar voor in Rusland, Georgië en Azerbeidzjan. Zijn verspreidingsgebied begint vanaf de rivier Baksan (iets ten oosten van de stratovulkaan Elbroes) en loopt 600 km door richting het oosten. Het verspreidingsgebied is het breedst in de Russische autonome republiek Dagestan (ca. 70 km) en is het nauwst in de autonome republiek Noord-Ossetië (ca. 10 km). Het aantal Oost-Kaukasische toeren werd in 2008 geschat tussen de 18.000 en 38.000 individuen.